# Nichtveranlagungsbescheinigung
Eine Nichtveranlagungsbescheinigung (NV-Bescheinigung) ist in Deutschland
- ein Dokument, mit dem das Finanzamt bescheinigt, dass für die im Dokument genannte natürliche oder juristische Person voraussichtlich keine Einkommensteuer-/Körperschaftsteuer entstehen wird,
- ein Dokument, bei dessen Vorlage eine Kapitalerträge auszahlende Stelle auf die Einbehaltung von Kapitalertragsteuer verzichten darf.

Bei der Auszahlung von Kapitalerträgen muss in der Regel Kapitalertragsteuer einbehalten werden. Stellt sich dann nach Ablauf des Kalenderjahrs heraus, dass die Einkünfte insgesamt so niedrig sind, dass keine Einkommensteuer anfällt, muss der Steuerpflichtige eine Einkommensteuererklärung abgeben, damit die einbehaltene Kapitalertragsteuer erstattet wird. Um dies zu vermeiden, kann mittels NV-Bescheinigung der Kapitalertragsteuerabzug und damit die spätere Steuererklärung und Einkommensteuerveranlagung vermieden werden. Zu dem betroffenen Personenkreis zählen in der Regel Rentner und Studenten.

## Antrag
Die NV-Bescheinigung wird beim Finanzamt beantragt und gilt für maximal drei Jahre. Sinnvoll ist die Beantragung einer NV-Bescheinigung, wenn Kapitalerträge den Sparer-Pauschbetrag übersteigen und das zu versteuernde Einkommen (also Einkünfte abzüglich Sonderausgaben, außergewöhnliche Belastungen usw.) so gering ist, dass der Grundfreibetrag nicht überschritten wird.

## Beispiel
Ein Student hat ein Aktiendepot und erhält Dividenden (= Einkünfte aus Kapitalvermögen). Er hat außerdem einen Mini-Job. Die Einkünfte aus Kapitalvermögen sind höher als der Sparer-Pauschbetrag, bleiben aber zusammen mit dem Mini-Job unter dem persönlichen Grundfreibetrag. Die Einkünfte aus dem Mini-Job werden pauschal besteuert und bleiben daher bei einer Einkommensteuerveranlagung ohnehin außer Betracht. Der Student kann eine NV-Bescheinigung beantragen. Die Bank wird dann bei der Auszahlung der Dividenden keine Kapitalertragsteuer einbehalten.

## Wirkungen der NV-Bescheinigung
Durch die Vorlage der NV-Bescheinigung beim Kreditinstitut erübrigt sich ein Freistellungsauftrag. Das Kreditinstitut führt bei Vorlage der Original-NV-Bescheinigung keine Kapitalertragsteuer an das Finanzamt ab. Die Bescheinigung verbleibt bei dem Kreditinstitut.
Das Kreditinstitut muss eine NV-Bescheinigung erst dann beachten (nach § 44a Abs. 2 Nr. 2 EStG), wenn diese dem Institut vorliegt. Die Bescheinigung gilt für das gesamte Jahr, etwa schon früher im Jahr einbehaltene Kapitalertragsteuer wird von der Bank erstattet.
Bei allen anderen Kunden gibt es keine gesetzliche Verpflichtung der Bank, den Steuerabzug nach § 43 EStG auf den Gültigkeitszeitraum der Bescheinigung anzuwenden. Die Bescheinigung ist zurückzugeben, wenn das Finanzamt hierzu auffordert oder wenn der Inhaber erkennt, dass die Voraussetzungen für ihre Erteilung weggefallen sind (siehe hierzu § 44a EStG).
Die Bescheinigung der NV Art 2 A dient dabei je nach angegebenen Befreiungsgrund dazu, nur die qua Rechtsform befreiten neuen Tatbestände für Unternehmen abzugsfrei zu stellen. Die inländischen Zinsen und Dividenden (alte Tatbestände) bleiben bei steuerpflichtigen Unternehmen (z. B. nach § 44a Abs. 5 EStG) weiterhin mit einem Steuerabzug bei Auszahlung versehen. Die NV 2 A nimmt auf diese eingeschränkte Funktion der Befreiung vom Steuerabzug Rücksicht, indem die Langbezeichnung nicht mehr "Antrag auf NV-Bescheinigung" heißt, sondern "Antrag auf eine Bescheinigung gemäß" angekreuzten Gründen (Aufstellung siehe unten). Damit ist die NV 2 A keine völlige Befreiung vom Steuerabzug, sondern nur eine je nach Bescheinigungsgrund und nach Ertragsart bedingte Befreiung. Unternehmen müssen immer in die steuerliche Veranlagung, sodass die endgültige steuerliche Behandlung im Zuge des Unternehmensabschlusses durchgeführt wird.

### NV-Art 01 A
§ 44a Abs. 2 S. 1 Nr. 2 u. § 44b Abs. 1 EStG: Natürliche Personen, bei denen eine Veranlagung zur Einkommensteuer nicht in Betracht kommt.

### NV-Art 02 A
Bescheinigung des Finanzamts über steuerliche Zuordnung einer Körperschaft. Es kann nur eine der sechs Arten einer Körperschaft bescheinigt werden. Jeder Bescheinigungstatbestand führt zu unterschiedlichen Behandlungen beim Steuerabzug durch die Bank.

#### § 44a Abs. 4 EStG
§ 44a Abs. 4 EStG:
1. eine von der Körperschaftsteuer befreite inländische Körperschaft, Personenvereinigung oder Vermögensmasse (nicht wirtschaftlicher Geschäftsbetrieb)
2. eine inländische juristische Person des öffentlichen Rechts (nicht Betrieb gewerblicher Art)

#### § 44a Abs. 5 EStG
§ 44a Abs. 5 EStG: Unbeschränkt steuerpflichtige Körperschaften, die nicht unter § 44a Abs. 4 S. 1 EStG fallen.

#### § 44a Abs. 7 EStG
§ 44a Abs. 7 EStG:
1. Inländische Körperschaft, Personenvereinigung oder Vermögensmasse im Sinne des § 5 Abs. 1 Nr. 9 KStG,
2. Gemeinnützige oder mildtätige Stiftung d.ö.R.,
3. juristische Person d.ö.R., die kirchlichen Zwecken dient Voraussetzung: NV-Bescheinigung

#### § 44a Abs. 8 EStG
§ 44a Abs. 8 EStG: Steuerpflichtiger ist eine nach § 5 Abs. 1 mit Ausnahme der Nummer 9 KStG oder nach anderen Gesetzen von der Körperschaftsteuer befreite Körperschaft, Personenvereinigung oder Vermögensmasse oder inl. jur. Person d. öff. Rechts, die nicht in Abs. 7 genannt sind.

#### § 11 Abs. 2 InvStG
§ 11 Abs. 2 InvStG: Inländische Investmentvermögen geführt über eine Depotbank.

#### § 38 Abs. 3 KStG
§ 38 Abs. 3 KStG: Eine von der Körperschaftsteuer befreite Körperschaft mit ausschließlich Leistungen an einen unbeschränkt steuerpflichtigen, von der Körperschaftsteuer befreiten Anteilseigner oder an eine juristische Person des öffentlichen Rechts.

### NV-Art 03 A
§ 44a Abs. 2 S. 1 Nr. 2 und § 44b Abs. 1 EStG in Verbindung mit § 31 KStG: NV-Bescheinigung für unbeschränkt steuerpflichtige und nicht steuerbefreite Körperschaften, Personenvereinigungen und Vermögensmassen.

## Formulare
- Bayerisches Landesamt für Steuern: Anträge auf Ausstellung von Nichtveranlagungsbescheinigungen (für alle Bundesländer gültig)
- Startseite zur Auswahl diverser Steuerformulare (bundesweit gültig)